# Filoimea Telito
Sir Filoimea Telito, GCMG, MBE (Vaitupu, 1944 ou 1945 - 11 de julho de 2011) foi um político de Tuvalu e ex-governador geral de seu país.

## Biografia
Ele foi diretor da Escola Secundária Motufoua na ilha Vaitupu, e pastor na Igreja de Tuvalu (Ekalesia Klisiano Tuvalu), da qual acabou se tornando o presidente, cargo que ocupou até sua morte. Em 1996, Telito foi homenageado por seus serviços à educação e à comunidade ao ser feito um Membro da Ordem do Império Britânico (MBE). 

## Governador-geral de Tuvalu
Em 15 de abril de 2005, ele assumiu o cargo de governador-geral de Tuvalu, sucedendo Faimalaga Luka, como representante da rainha Isabel II do Reino Unido, também que é chefe de estado de Tuvalu. Ele deixou o cargo em 2010.  Em janeiro de 2007, Telito foi feito Cavaleiro da Grã-Cruz da Ordem de São Miguel e São Jorge (GCMG) pela Rainha Elizabeth II. Com isso, ele retomou a prática dos governadores-gerais de Tuvalu de aceitar o título de cavaleiro, uma prática descontinuada pessoalmente por seu predecessor nesse cargo, Faimalaga Luka.

## Morte
Ele morreu no dia 11 de julho de 2011 de um ataque cardíaco e foi enterrado em Funafuti três dias depois. Todas as atividades do governo cessaram no dia do funeral, em sinal de respeito. 